# Monnikenlangenoog

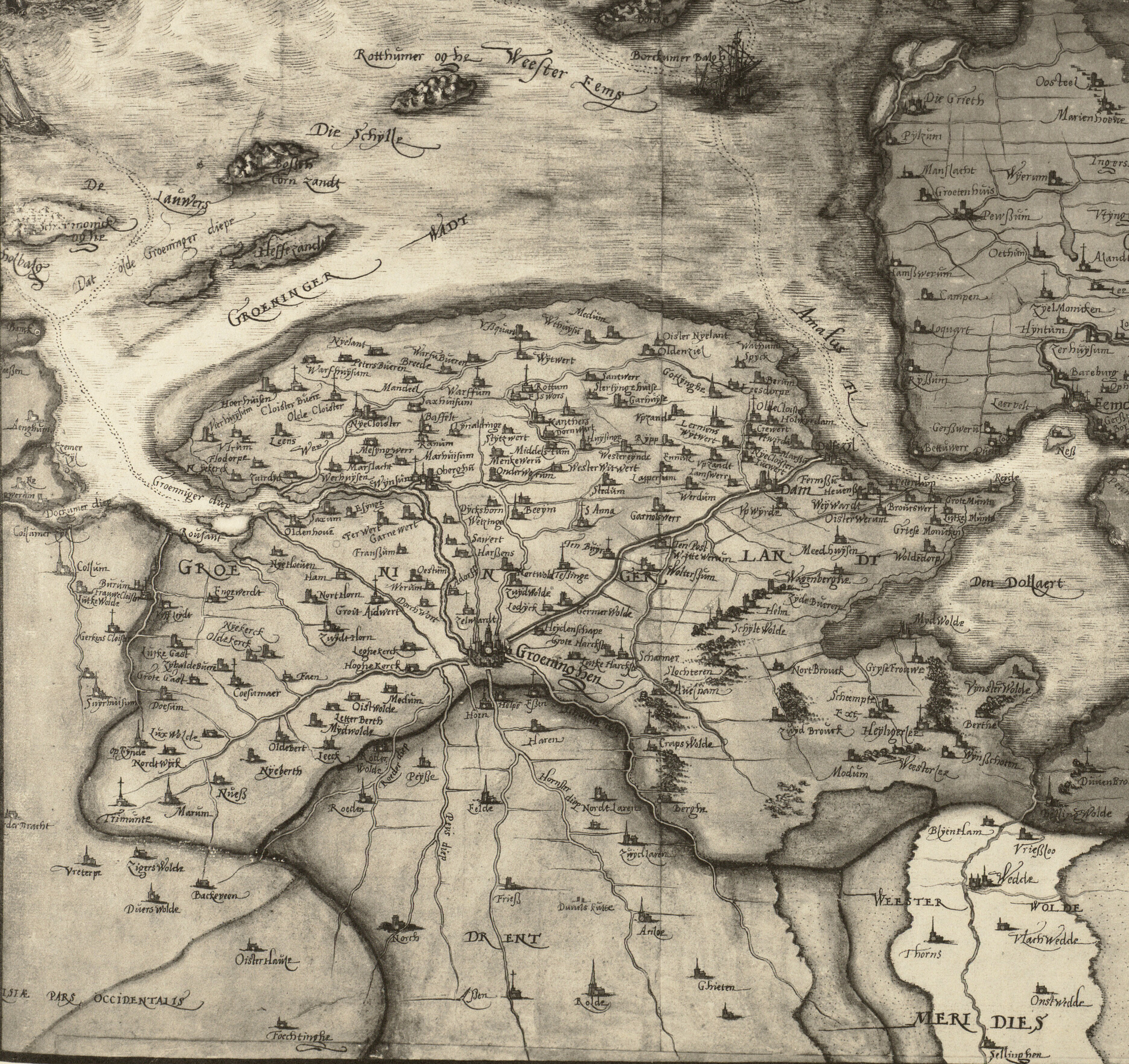
16e-eeuwse kaart van Groningen met de eilanden Bosch en Rottumeroog ter plaatse van Monnikenlangenoog

Monnikenlangenoog of Moenkelangenoe is een voormalig eiland in de Waddenzee, dat tot in de 16e eeuw tussen Schiermonnikoog en Borkum lag op de plek waar nu Rottumeroog en Rottumerplaat liggen. Op het eiland waren een kapel en een dorpje en er was sprake van veeteelt. Het eiland was tussen de 12 en 15 kilometer lang.
Net als bij Schiermonnikoog dankt het eiland zijn naam aan monniken. Het was vanaf de veertiende eeuw in het bezit van de kloosters Rottum en Oldeklooster en de inwoners van Uithuizen mochten er hun vee weiden. Het eiland werd toen aangeduid als Ach. De eerste keer dat het eiland bij de naam Monnikenlangenoog werd genoemd, was in 1399-1400: toen beleende de Hollandse graaf Albrecht van Beieren ene Herman Howempte met het eiland Moenkelangenoe.
Tussen 1400 en 1570 brak het eiland Monnikenlangenoog in twee stukken: de eilanden Rottumeroog en Bosch. In 1541 werd nog melding gemaakt van een oud vierkant stenen huis en een vervallen kapel op Rottumeroog. In 1568 werd Rottumeroog vermeld met de naam Monnicke Rottemmerlandt.
Bosch verdween later in de golven terwijl Rottumeroog zich in oostelijke richting verplaatste.